# Баттлшип (остров, Аляска)
Баттлшип (англ. Battleship Island) — остров в боро Джуно на Аляске, США. Расположен в заливе Ауке, части Линн-Канала в 2,6 км к югу от деревни Ауке-Бей и в 16 км к северо-западу от города Джуно. Остров был разведан Геологической службой США в период между 1976 и 1981 годом и вошёл в информационную систему географических названий 31 марта 1981 года.
Федеральное управление гражданской авиации США установило на острове вышку для измерения скорости ветра, данные поступают в аэропорт Джуно.

## Географическое положение
Остров Баттлшип расположен в округе Джуно на Аляске. Остров получил название в 1957 году, в период с 1976 по 1981 год был разведан Геологической службой США и вошёл в информационную систему географических названий 31 марта 1981 года. Диаметр острова — 160 м.

### Расположение по отношению к другим городам
Баттлшип расположен в заливе Ауке, который является частью Линн-Канала в 2,6 км от деревни Ауке-Бей и в 16 км к северо-западу от города Джуно.

## Официальный статус
Федеральное управление гражданской авиации США установило специальную башню для измерения скорости ветра, данные поступают в аэропорт города Джуно. Также остров используется для кемпинга.